# 아호비령산맥
아호비령산맥(阿虎飛嶺山脈, Ahobiryong Mountains)은 평안남도 두류산에서 시작해 송악산까지 뻗은 산맥이다. 마식령산맥 남쪽에서 북동-남서쪽으로 뻗은 산맥이다. 길이는 200km이고, 해발 고도는 650m이다. 주봉은 백년산이다.